# Aleksandr Petrenko
Aleksandr Anatoljevitsj Petrenko (Russisch: Александр Анатольевич Петренко) (Alma-Ata, 4 februari 1976 - Samara, 21 juli 2006) was een professioneel basketbalspeler die speelde voor het nationale team van Rusland.

## Carrière
Petrenko begon zijn profcarrière bij CSK VVS in 1993. In 1997 verhuisde CSK VVS van Samara naar Toela en werd Arsenal Toela. Twee jaar later in 1999 verliet Petrenko Arsenal en vertrok naar UNICS Kazan. Na een jaar vertrok Petrenko naar CSKA Moskou. In 2002 vertrok Petrenko naar Chimki Oblast Moskou.
Op 21 juli 2006 op weg naar hun datsja kwamen Petrenko, zijn vrouw, schoonvader en schoonmoeder om het leven bij een auto-ongeluk tussen hun hummer en een vrachtwagen. Alleen zijn dochter overleefde het ongeluk. Petrenko werd dertig jaar.

## Erelijst
- Landskampioen Rusland:
  - Tweede: 2006
  - Derde: 1999, 2000
- Bekerwinnaar Rusland:
  - Runner-up: 2006
- EuroChallenge:
  - Runner-up: 2006